# Courcelles-la-Forêt
Courcelles-la-Forêt település Franciaországban, Sarthe megyében. Lakosainak száma 403 fő (2022. január 1.). Courcelles-la-Forêt Mézeray, Bousse, La Fontaine-Saint-Martin, Ligron és Malicorne-sur-Sarthe községekkel határos.

## Népesség
A település népességének változása:
| Lakosok száma | 412  | 409  | 417  | 410  | 411  | 411  | 409  | 409  | 403  |
|               | 2013 | 2015 | 2016 | 2017 | 2018 | 2019 | 2020 | 2021 | 2022 |